# Две недеље живота (ТВ серија)
Две недеље живота (енгл. Two Weeks to Live) је америчка шестоделна мини-серија из 2020. године, продуцирана за Sky UK и HBO Max у којој глуми Мејси Вилијамс као Ким Ноукс, неприкладну девојку, која је одарсла у скоро потпуној изолацији у руралној Шкотској и тако провела цео живот са презаштитничком мајком, Тином (Шан Клифорд).
Серија је приказана 11. јануара 2021. године на Pickbox Now-у у Србији, Републици Српској и Црној Гори.

## Радња
Ким је опака млада девојка, али заправо не зна ништа о свету, проводећи време само с параноичном мајком по цео дан. Једног дана Ким одлази у паб, где јој покажу лажни видео који приказује нуклеарну експлозију и говори о томе како сви имају још само две недеље живота. Наравно, видео је шала, али Ким је васпитавана да верује у такве сценарије. Одлучи да убије човека који је убио њеног оца пред њом кад је била дете.

## Улоге
| Глумац           | Улога      |
| ---------------- | ---------- |
| Мејси Вилијамс   | Ким Ноукс  |
| Шан Клифорд      | Тина Ноукс |
| Маван Ризван     | Ники       |
| Тахин Модак      | Џеј        |
| Џејсон Флеминг   | Брукс      |
| Мајкл Бегли      | Ијан       |
| Талиса Тејксејра | Томпсон    |
| Кери Хауард      | Бет        |
| Шон Ноп          | Кимин отац |
| Шон Пертви       | Џими       |
| Пуки Квеснел     | Манди      |

## Епизоде
| Бр. еп. | Наслов     | Редитељ   | Сценариста       | Премијера           | Гледаност у У.К. (милиони) |
| ------- | ---------- | --------- | ---------------- | ------------------- | -------------------------- |
| 1       | 1. епизода | Ал Кембел | Габи Хал         | 2. септембар 2020.  | N/A                        |
| 2       | 2. епизода | Ал Кембел | Габи Хал         | 9. септембар 2020.  | N/A                        |
| 3       | 3. епизода | Ал Кембел | Габи Хал         | 16. септембар 2020. | N/A                        |
| 4       | 4. епизода | Ал Кембел | Фиби Еклер-Пауел | 23. септембар 2020. | N/A                        |
| 5       | 5. епизода | Ал Кембел | Луси Монтгамери  | 30. септембар 2020. | N/A                        |
| 6       | 6. епизода | Ал Кембел | Габи Хал         | 7. октобар 2020.    | N/A                        |

## Продукција
Британска серија, коју је написала Габи Хал и продуцирао Kudos, приказана је 2. септембра 2020. године. У шестоделној серији глуме Шон Ноп, Маван Ризван и Тахин Модак.

## Пријем
Критичари описују акциону драму као истински духовиту, а глуму Мејси Вилијамс хвале истичући њену духовиту страну, као и њене вештине у вратоломијама. Уз акцију и авантуру, ова серија првенствено нас води у смеру одрастања, као и конфронтацији између заштитнички настројене мајке и ћерке која је тек на свом малом путовању научила нешто о свету и животу.